# Unicodeblock Syrisch
Der Unicodeblock Syrisch (engl.: Syriac, 0700 bis 074F) enthält die Buchstaben der syrischen Schrift, einer Weiterentwicklung der alten aramäischen Schrift. Weitere syrische Zeichen finden sich im Unicodeblock Syrisch, Ergänzung

## Tabelle
| Unicodenummer | Zeichen (400 %) | Kategorie                               | Bidirektionale Klasse       | Offizielle Bezeichnung               | Beschreibung                                        |
| ------------- | --------------- | --------------------------------------- | --------------------------- | ------------------------------------ | --------------------------------------------------- |
| U+0700 (1792) | ܀               | andere Interpunktion                    | arabischer Buchstabe        | SYRIAC END OF PARAGRAPH              | Syrisches Absatzendzeichen                          |
| U+0701 (1793) | ܁               | andere Interpunktion                    | arabischer Buchstabe        | SYRIAC SUPRALINEAR FULL STOP         | Syrischer Punkt über der Linie                      |
| U+0702 (1794) | ܂               | andere Interpunktion                    | arabischer Buchstabe        | SYRIAC SUBLINEAR FULL STOP           | Syrischer Punkt unter der Linie                     |
| U+0703 (1795) | ܃               | andere Interpunktion                    | arabischer Buchstabe        | SYRIAC SUPRALINEAR COLON             | Syrischer Doppelpunkt über der Linie                |
| U+0704 (1796) | ܄               | andere Interpunktion                    | arabischer Buchstabe        | SYRIAC SUBLINEAR COLON               | Syrischer Doppelpunkt unter der Linie               |
| U+0705 (1797) | ܅               | andere Interpunktion                    | arabischer Buchstabe        | SYRIAC HORIZONTAL COLON              | Syrischer horizontaler Doppelpunkt                  |
| U+0706 (1798) | ܆               | andere Interpunktion                    | arabischer Buchstabe        | SYRIAC COLON SKEWED LEFT             | Syrischer Doppelpunkt schräg links                  |
| U+0707 (1799) | ܇               | andere Interpunktion                    | arabischer Buchstabe        | SYRIAC COLON SKEWED RIGHT            | Syrischer Doppelpunkt schräg rechts                 |
| U+0708 (1800) | ܈               | andere Interpunktion                    | arabischer Buchstabe        | SYRIAC SUPRALINEAR COLON SKEWED LEFT | Syrischer Doppelpunkt schräg links über der Linie   |
| U+0709 (1801) | ܉               | andere Interpunktion                    | arabischer Buchstabe        | SYRIAC SUBLINEAR COLON SKEWED RIGHT  | Syrischer Doppelpunkt schräg rechts unter der Linie |
| U+070A (1802) | ܊               | andere Interpunktion                    | arabischer Buchstabe        | SYRIAC CONTRACTION                   | Syrische Kontraktion                                |
| U+070B (1803) | ܋               | andere Interpunktion                    | arabischer Buchstabe        | SYRIAC HARKLEAN OBELUS               | Syrischer herakleanischer Obelus                    |
| U+070C (1804) | ܌               | andere Interpunktion                    | arabischer Buchstabe        | SYRIAC HARKLEAN METOBELUS            | Syrischer Herakleanischer Metobelus                 |
| U+070D (1805) | ܍               | andere Interpunktion                    | arabischer Buchstabe        | SYRIAC HARKLEAN ASTERISCUS           | Syrischer Herakleanischer Astericus                 |
| U+070F (1807) | ܏                | Formatierzeichen                        | arabischer Buchstabe        | SYRIAC ABBREVIATION MARK             | syrisches Kurzzeichen                               |
| U+0710 (1808) | ܐ               | anderer Buchstabe, Silbe oder Ideogramm | arabischer Buchstabe        | SYRIAC LETTER ALAPH                  | Syrischer Buchstabe Alaph                           |
| U+0711 (1809) | ܑ                | Markierung ohne Extrabreite             | Markierung ohne Extrabreite | SYRIAC LETTER SUPERSCRIPT ALAPH      | Syrischer Buchstabe hochgestelltes Alaph            |
| U+0712 (1810) | ܒ               | anderer Buchstabe, Silbe oder Ideogramm | arabischer Buchstabe        | SYRIAC LETTER BETH                   | Syrischer Buchstabe Beth                            |
| U+0713 (1811) | ܓ               | anderer Buchstabe, Silbe oder Ideogramm | arabischer Buchstabe        | SYRIAC LETTER GAMAL                  | Syrischer Buchstabe Gamal                           |
| U+0714 (1812) | ܔ               | anderer Buchstabe, Silbe oder Ideogramm | arabischer Buchstabe        | SYRIAC LETTER GAMAL GARSHUNI         | Syrischer Buchstabe Gamal Garshuni                  |
| U+0715 (1813) | ܕ               | anderer Buchstabe, Silbe oder Ideogramm | arabischer Buchstabe        | SYRIAC LETTER DALATH                 | Syrischer Buchstabe Dalath                          |
| U+0716 (1814) | ܖ               | anderer Buchstabe, Silbe oder Ideogramm | arabischer Buchstabe        | SYRIAC LETTER DOTLESS DALATH RISH    | Syrischer punktloser Buchstabe Dalath Rish          |
| U+0717 (1815) | ܗ               | anderer Buchstabe, Silbe oder Ideogramm | arabischer Buchstabe        | SYRIAC LETTER HE                     | Syrischer Buchstabe He                              |
| U+0718 (1816) | ܘ               | anderer Buchstabe, Silbe oder Ideogramm | arabischer Buchstabe        | SYRIAC LETTER WAW                    | Syrischer Buchstabe Waw                             |
| U+0719 (1817) | ܙ               | anderer Buchstabe, Silbe oder Ideogramm | arabischer Buchstabe        | SYRIAC LETTER ZAIN                   | Syrischer Buchstabe Zain                            |
| U+071A (1818) | ܚ               | anderer Buchstabe, Silbe oder Ideogramm | arabischer Buchstabe        | SYRIAC LETTER HETH                   | Syrischer Buchstabe Heth                            |
| U+071B (1819) | ܛ               | anderer Buchstabe, Silbe oder Ideogramm | arabischer Buchstabe        | SYRIAC LETTER TETH                   | Syrischer Buchstabe Teth                            |
| U+071C (1820) | ܜ               | anderer Buchstabe, Silbe oder Ideogramm | arabischer Buchstabe        | SYRIAC LETTER TETH GARSHUNI          | Syrischer Buchstabe Teth Garshuni                   |
| U+071D (1821) | ܝ               | anderer Buchstabe, Silbe oder Ideogramm | arabischer Buchstabe        | SYRIAC LETTER YUDH                   | Syrischer Buchstabe Yudh                            |
| U+071E (1822) | ܞ               | anderer Buchstabe, Silbe oder Ideogramm | arabischer Buchstabe        | SYRIAC LETTER YUDH HE                | Syrischer Buchstabe Yudh He                         |
| U+071F (1823) | ܟ               | anderer Buchstabe, Silbe oder Ideogramm | arabischer Buchstabe        | SYRIAC LETTER KAPH                   | Syrischer Buchstabe Kaph                            |
| U+0720 (1824) | ܠ               | anderer Buchstabe, Silbe oder Ideogramm | arabischer Buchstabe        | SYRIAC LETTER LAMADH                 | Syrischer Buchstabe Lamadh                          |
| U+0721 (1825) | ܡ               | anderer Buchstabe, Silbe oder Ideogramm | arabischer Buchstabe        | SYRIAC LETTER MIM                    | Syrischer Buchstabe Mim                             |
| U+0722 (1826) | ܢ               | anderer Buchstabe, Silbe oder Ideogramm | arabischer Buchstabe        | SYRIAC LETTER NUN                    | Syrischer Buchstabe Nun                             |
| U+0723 (1827) | ܣ               | anderer Buchstabe, Silbe oder Ideogramm | arabischer Buchstabe        | SYRIAC LETTER SEMKATH                | Syrischer Buchstabe Semkath                         |
| U+0724 (1828) | ܤ               | anderer Buchstabe, Silbe oder Ideogramm | arabischer Buchstabe        | SYRIAC LETTER FINAL SEMKATH          | Abschließender syrischer Buchstabe Semkath          |
| U+0725 (1829) | ܥ               | anderer Buchstabe, Silbe oder Ideogramm | arabischer Buchstabe        | SYRIAC LETTER E                      | Syrischer Buchstabe E                               |
| U+0726 (1830) | ܦ               | anderer Buchstabe, Silbe oder Ideogramm | arabischer Buchstabe        | SYRIAC LETTER PE                     | Syrischer Buchstabe Pe                              |
| U+0727 (1831) | ܧ               | anderer Buchstabe, Silbe oder Ideogramm | arabischer Buchstabe        | SYRIAC LETTER REVERSED PE            | Syrischer Buchstabe umgedrehtes Pe                  |
| U+0728 (1832) | ܨ               | anderer Buchstabe, Silbe oder Ideogramm | arabischer Buchstabe        | SYRIAC LETTER SADHE                  | Syrischer Buchstabe Sadhe                           |
| U+0729 (1833) | ܩ               | anderer Buchstabe, Silbe oder Ideogramm | arabischer Buchstabe        | SYRIAC LETTER QAPH                   | Syrischer Buchstabe Qaph                            |
| U+072A (1834) | ܪ               | anderer Buchstabe, Silbe oder Ideogramm | arabischer Buchstabe        | SYRIAC LETTER RISH                   | Syrischer Buchstabe Rish                            |
| U+072B (1835) | ܫ               | anderer Buchstabe, Silbe oder Ideogramm | arabischer Buchstabe        | SYRIAC LETTER SHIN                   | Syrischer Buchstabe Shin                            |
| U+072C (1836) | ܬ               | anderer Buchstabe, Silbe oder Ideogramm | arabischer Buchstabe        | SYRIAC LETTER TAW                    | Syrischer Buchstabe Taw                             |
| U+072D (1837) | ܭ               | anderer Buchstabe, Silbe oder Ideogramm | arabischer Buchstabe        | SYRIAC LETTER PERSIAN BHETH          | Syrischer Buchstabe persisches Bheth                |
| U+072E (1838) | ܮ               | anderer Buchstabe, Silbe oder Ideogramm | arabischer Buchstabe        | SYRIAC LETTER PERSIAN GHAMAL         | Syrischer Buchstabe persisches Ghamal               |
| U+072F (1839) | ܯ               | anderer Buchstabe, Silbe oder Ideogramm | arabischer Buchstabe        | SYRIAC LETTER PERSIAN DHALATH        | Syrischer Buchstabe persisches Dhalath              |
| U+0730 (1840) | ܰ                | Markierung ohne Extrabreite             | Markierung ohne Extrabreite | SYRIAC PTHAHA ABOVE                  | Syrisches übergesetztes Pthaha                      |
| U+0731 (1841) | ܱ                | Markierung ohne Extrabreite             | Markierung ohne Extrabreite | SYRIAC PTHAHA BELOW                  | Syrisches untergesetztes Ptaha                      |
| U+0732 (1842) | ܲ                | Markierung ohne Extrabreite             | Markierung ohne Extrabreite | SYRIAC PTHAHA DOTTED                 | Syrisches punktiertes Ptaha                         |
| U+0733 (1843) | ܳ                | Markierung ohne Extrabreite             | Markierung ohne Extrabreite | SYRIAC ZQAPHA ABOVE                  | Syrisches übergesetztes Zqapha                      |
| U+0734 (1844) | ܴ                | Markierung ohne Extrabreite             | Markierung ohne Extrabreite | SYRIAC ZQAPHA BELOW                  | Syrisches untergesetztes Zqapha                     |
| U+0735 (1845) | ܵ                | Markierung ohne Extrabreite             | Markierung ohne Extrabreite | SYRIAC ZQAPHA DOTTED                 | Syrisches punktiertes Zqapha                        |
| U+0736 (1846) | ܶ                | Markierung ohne Extrabreite             | Markierung ohne Extrabreite | SYRIAC RBASA ABOVE                   | Syrisches übergesetztes Rbasa                       |
| U+0737 (1847) | ܷ                | Markierung ohne Extrabreite             | Markierung ohne Extrabreite | SYRIAC RBASA BELOW                   | Syrisches untergesetztes Rbasa                      |
| U+0738 (1848) | ܸ                | Markierung ohne Extrabreite             | Markierung ohne Extrabreite | SYRIAC DOTTED ZLAMA HORIZONTAL       | Syrisches punktiertes Zlama (horizontal)            |
| U+0739 (1849) | ܹ                | Markierung ohne Extrabreite             | Markierung ohne Extrabreite | SYRIAC DOTTED ZLAMA ANGULAR          | Syrisches punktiertes Zlama (gewinkelt)             |
| U+073A (1850) | ܺ                | Markierung ohne Extrabreite             | Markierung ohne Extrabreite | SYRIAC HBASA ABOVE                   | Syrisches übergesetztes Hbasa                       |
| U+073B (1851) | ܻ                | Markierung ohne Extrabreite             | Markierung ohne Extrabreite | SYRIAC HBASA BELOW                   | Syrisches untergesetztes Hbasa                      |
| U+073C (1852) | ܼ                | Markierung ohne Extrabreite             | Markierung ohne Extrabreite | SYRIAC HBASA-ESASA DOTTED            | Syrisches Hbasa-Esesa (punktiert)                   |
| U+073D (1853) | ܽ                | Markierung ohne Extrabreite             | Markierung ohne Extrabreite | SYRIAC ESASA ABOVE                   | Syrisches übergesetztes Esasa                       |
| U+073E (1854) | ܾ                | Markierung ohne Extrabreite             | Markierung ohne Extrabreite | SYRIAC ESASA BELOW                   | Syrisches untergesetztes Esasa                      |
| U+073F (1855) | ܿ                | Markierung ohne Extrabreite             | Markierung ohne Extrabreite | SYRIAC RWAHA                         | Syrisches Rwaha                                     |
| U+0740 (1856) | ݀                | Markierung ohne Extrabreite             | Markierung ohne Extrabreite | SYRIAC FEMININE DOT                  |                                                     |
| U+0741 (1857) | ݁                | Markierung ohne Extrabreite             | Markierung ohne Extrabreite | SYRIAC QUSHSHAYA                     | Syrisches Qushshaya                                 |
| U+0742 (1858) | ݂                | Markierung ohne Extrabreite             | Markierung ohne Extrabreite | SYRIAC RUKKAKHA                      | Syrisches Rukkakha                                  |
| U+0743 (1859) | ݃                | Markierung ohne Extrabreite             | Markierung ohne Extrabreite | SYRIAC TWO VERTICAL DOTS ABOVE       | 2 vertikale übergesetzte syrische Punkte            |
| U+0744 (1860) | ݄                | Markierung ohne Extrabreite             | Markierung ohne Extrabreite | SYRIAC TWO VERTICAL DOTS BELOW       | 2 syrische vertikale hochgestellte Punkte           |
| U+0745 (1861) | ݅                | Markierung ohne Extrabreite             | Markierung ohne Extrabreite | SYRIAC THREE DOTS ABOVE              | 3 syrische übergesetzte Punkte                      |
| U+0746 (1862) | ݆                | Markierung ohne Extrabreite             | Markierung ohne Extrabreite | SYRIAC THREE DOTS BELOW              | 3 syrische untergesetzte Punkte                     |
| U+0747 (1863) | ݇                | Markierung ohne Extrabreite             | Markierung ohne Extrabreite | SYRIAC OBLIQUE LINE ABOVE            | Syrische übergesetzte Oblique-Linie                 |
| U+0748 (1864) | ݈                | Markierung ohne Extrabreite             | Markierung ohne Extrabreite | SYRIAC OBLIQUE LINE BELOW            | Syrische untergesetzte Oblique-Linie                |
| U+0749 (1865) | ݉                | Markierung ohne Extrabreite             | Markierung ohne Extrabreite | SYRIAC MUSIC                         | Syrische Musik                                      |
| U+074A (1866) | ݊                | Markierung ohne Extrabreite             | Markierung ohne Extrabreite | SYRIAC BARREKH                       | Syrisches Barrekh                                   |
| U+074D (1869) | ݍ               | anderer Buchstabe, Silbe oder Ideogramm | arabischer Buchstabe        | SYRIAC LETTER SOGDIAN ZHAIN          | Syrischer Buchstabe sogdisches Zhain                |
| U+074E (1870) | ݎ               | anderer Buchstabe, Silbe oder Ideogramm | arabischer Buchstabe        | SYRIAC LETTER SOGDIAN KHAPH          | Syrischer Buchstabe sogdisches Khaph                |
| U+074F (1871) | ݏ               | anderer Buchstabe, Silbe oder Ideogramm | arabischer Buchstabe        | SYRIAC LETTER SOGDIAN FE             | Syrischer Buchstabe sogdisches Fe                   |